# Boston (Davao Oriental)
Banaybanay is een gemeente in de Filipijnse provincie Davao Oriental op het eiland Mindanao. Bij de laatste census in 2007 had de gemeente ruim 11 duizend inwoners.

## Geografie

### Bestuurlijke indeling
Boston is onderverdeeld in de volgende 8 barangays:
| - Cabasagan - Caatihan - Cawayanan - Poblacion - San Jose - Sibajay - Carmen - Simulao |

## Demografie
Boston had bij de census van 2007 een inwoneraantal van 11.176 mensen. Dit zijn 910 mensen (8,9%) meer dan bij de vorige census van 2000. De gemiddelde jaarlijkse groei komt daarmee uit op 1,18%, hetgeen lager is dan het landelijk jaarlijks gemiddelde over deze periode (2,04%). Vergeleken met de census van 1995 is het aantal mensen met 752 (7,2%) toegenomen.

De bevolkingsdichtheid van Boston was ten tijde van de laatste census, met 11.176 inwoners op 357,03 km², 31,3 mensen per km².